# Gakona
Gakona es un lugar designado por el censo situado en el área censal de Valdez–Cordova en el estado estadounidense de Alaska. Según el censo de 2010 tenía una población de 218 habitantes.
Gakona está localizada en el Distrito de Chitina, en el centro del Valle Copper, que está rodeado por montañas y por el famoso río Copper.

## Demografía
Según el censo de 2010, Gakona tenía una población en la que el 79,4% eran blancos, 0,0% afroamericanos, 19,7% amerindios, 0,0% asiáticos, 0,0% isleños del Pacífico, el 0,0% de otras razas, y el 0,9% pertenecían a dos o más razas. Del total de la población el 0,9% eran hispanos o latinos de cualquier raza.

## Localidades adyacentes
El siguiente diagrama muestra a las localidades más próximas a Gakona.

## Historia
Los Ahtna han vivido en los alrededores del río Copper y de Gakona desde hace aproximadamente 7000 años. Gakona les sirvió primero como campamento de pesca y de tala de árboles, y después se convirtió en una villa permanente. Una tribu reconocida federalmente, en la villa nativa de Gakona, está localizada en esta comunidad.

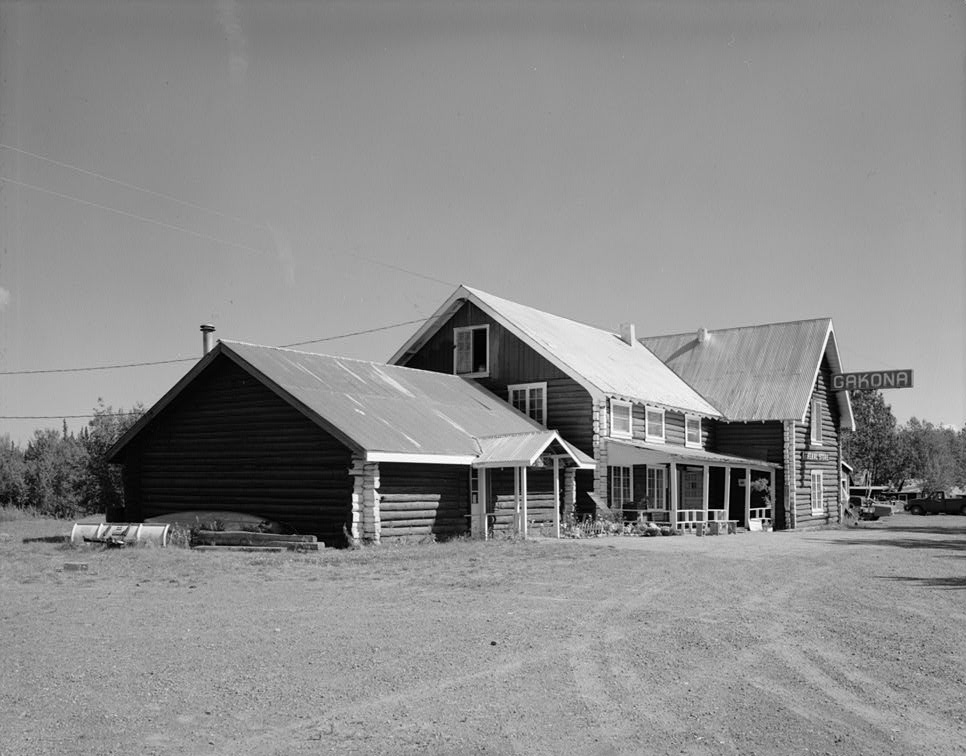
Gakona

## HAARP
Gakona es también el lugar en donde se construyó la estación de investigación y base de operaciones financiada por la fuerza aérea, la marina de Estados Unidos, la DARPA, y por la Universidad de Alaska, HAARP, aquí, se realizan varios experimentos con las ondas ELS y se estudian sus efectos en la ionosfera.